# Албанска голгота
Албанска голгота (на сръбски: Албанска голгота) е отстъплението на сръбската армия към Адриатическо море през зимата на 1915-1916 година, по време на Първата световна война.
Отстъплението започва в средата на октомври, когато с намесата на България във войната положението на Сърбия става неудържимо. Първоначално сръбското командване се опитва да организира отстъпление през Македония към Солун, но пътят е прекъснат от българското настъпление и сръбските войски трябва да отстъпват през съюзническата Черна гора и враждебната Албания. Отстъплението се осъществява през планински терен при тежки зимни условия и без подходяща подготовка, но от друга страна лошите условия затрудняват и действията на Централните сили. Около 72 хиляди сърби загиват от студ, болести и при сблъсъци с въоръжени албански групи, като до адриатическите пристанища достигат около 150 хиляди войници. Те са прехвърлени от флота на Антантата в Гърция, най-вече в Корфу, и по-късно участват във военните действия на Солунския фронт.